# Батыров, Гурбангельды Мухаммедович
Гурбангельды (Курбангельды) Мухаммедович Батыров (туркм. Gurbangeldi Muhammedowiç Batyrow; 28 июля 1988, Небит-Даг, Туркменская ССР, СССР) — туркменский футболист, защитник и полузащитник клуба «Алтын Асыр» и сборной Туркменистана.

## Биография

### Клубная карьера
В начале карьеры выступал за «Балкан». В 2010 году стал чемпионом и обладателем Кубка Туркменистана, причём в финале против «Алтын Асыра» (3:2) забил решающий, третий гол своего клуба. В 2011 году также завоевал золото чемпионата.
В ходе сезона 2012 года перешёл в МТТУ, с которым в том же году стал бронзовым призёром чемпионата и финалистом национального Кубка. В 2013 году в составе университетской команды стал чемпионом страны. Победитель Кубка Президента АФК 2014 года. Выступал за эту команду, переименованную в «Едиген», до 2016 года.
В 2017 году перешёл в «Алтын Асыр». Чемпион Туркменистана 2017 и 2018 годов, финалист Кубка АФК 2018 года. По итогам сезона 2018 года вошёл в список 22 лучших футболистов страны.

### Карьера в сборной

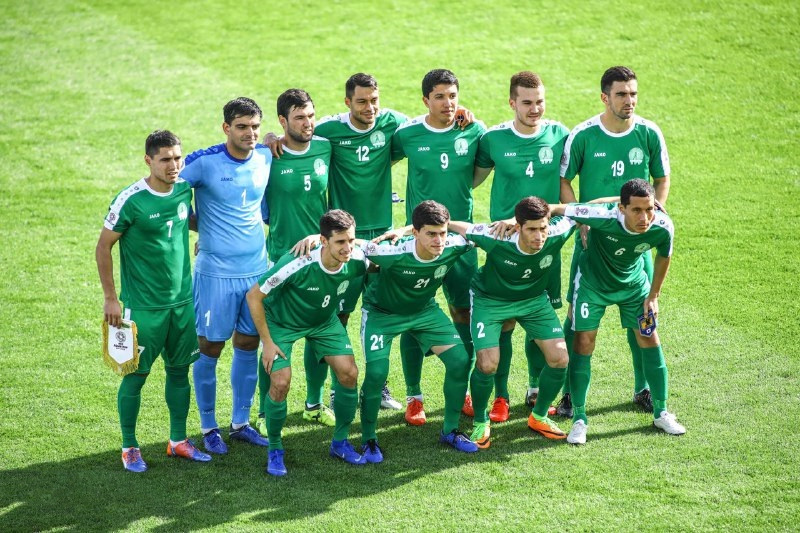
На игре с Японией

Дебютировал в национальной сборной Туркменистана 24 октября 2012 года в товарищеском матче против Вьетнама. В своей третьей игре, 22 марта 2013 года против Камбоджи (7:0) впервые отличился голом. После четырёхлетнего перерыва сыграл 4 матча в 2017 году.
В 2019 году включён в состав сборной на финальный турнир Кубка Азии.